# USS Howard D. Crow (DE-252)
USS Howard D. Crow (DE-252) là một tàu hộ tống khu trục lớp Edsall từng phục vụ cùng Hải quân Hoa Kỳ trong Chiến tranh Thế giới thứ hai. Nó là chiếc tàu chiến duy nhất của Hải quân Hoa Kỳ được đặt cái tên này, theo tên Thiếu úy Hải quân Howard Daniel Crow (1918-1941), người từng phục vụ trên thiết giáp hạm Maryland (BB-46) và đã tử thương trong cuộc Tấn công Trân Châu Cảng vào ngày 7 tháng 12, 1941. Nó đã phục vụ cho đến khi chiến tranh kết thúc, xuất biên chế năm 1946, nhưng được huy động trở lại để phục vụ từ năm 1951 đến năm 1962. Con tàu cuối cùng bị bán để tháo dỡ vào năm 1970

## Thiết kế và chế tạo
Lớp Edsall có thiết kế hầu như tương tự với lớp Cannon dẫn trước; khác biệt chủ yếu là ở hệ thống động lực Kiểu FMR do được trang bị động cơ diesel Fairbanks-Morse dẫn động qua hộp số giảm tốc đến trục chân vịt. Đây là cấu hình động cơ được áp dụng rộng rãi trên tàu ngầm, được chứng tỏ là có độ tin cậy cao hơn so với lớp Cannon.
Vũ khí trang bị bao gồm ba pháo 3 in (76 mm)/50 cal trên tháp pháo nòng đơn có thể đối hạm hoặc phòng không, một khẩu đội pháo phòng không Bofors 40 mm nòng đôi và tám pháo phòng không Oerlikon 20 mm. Vũ khí chống ngầm bao gồm một dàn súng cối chống tàu ngầm Hedgehog Mk. 10 (có 24 nòng và mang theo 144 quả đạn); hai đường ray Mk. 9 và tám máy phóng K3 Mk. 6 để thả mìn sâu. Con tàu vẫn giữ lại ba ống phóng ngư lôi Mark 15 21 inch (533 mm), và được trang bị radar SC dò tìm không trung và mặt biển. Thủy thủ đoàn đầy đủ bao gồm 186 sĩ quan và thủy thủ.
DE-252 được đặt lườn tại xưởng tàu của hãng Brown Shipbuilding, ở Houston, Texas vào ngày 6 tháng 2, 1943, trước khi được đặt tên Howard D. Crow vào ngày 23 tháng 2, 1943. Nó được hạ thủy vào ngày 26 tháng 4, 1943, được đỡ đầu bởi cô Viola Elaine Warner, vị hôn thê của Thiếu úy Crow, và nhập biên chế cùng Hải quân Hoa Kỳ vào ngày 27 tháng 9, 1943 dưới quyền chỉ huy của Hạm trưởng, Thiếu tá Tuần duyên Donald T. Adams.

## Lịch sử hoạt động

### 1943 - 1946
Với thành phần thủy thủ đoàn là nhân sự thuộc Tuần duyên Hoa Kỳ, Howard D. Crow tiến hành chạy thử máy huấn luyện tại khu vực Bermuda trong tháng 10, 1943, và sang tháng 11 đã đi đến Norfolk, Virginia để làm nhiệm vụ hộ tống vận tải. Nó khởi hành vào ngày 15 tháng 12 cho chuyến hộ tống vận tải vượt Đại Tây Dương đầu tiên, đi đến Casablanca, Maroc thuộc Pháp và quay trở về New York an toàn vào ngày 24 tháng 1, 1944. Trong một năm rưỡi tiếp theo, nó tiếp tục thực hiện mười chuyến hộ tống vận tải khứ hồi từ vùng bờ Đông sang các cảng Anh. Vào ngày 11 tháng 2, 1945, nó đã phối hợp cùng tàu chị em Koiner (DE-331) tấn công bằng mìn sâu và súng cối chống ngầm Hedgehog, đánh chìm chiếc tàu ngầm U-boat U-869 ngoài khơi bờ biển New Jersey, tại tọa độ 39°33′B 73°02′T / 39,55°B 73,033°T; toàn bộ 56 thành viên thủy thủ đoàn chiếc U-boat đều tử trận.
Đang ở lại cảng New York khi chiến tranh kết thúc tại Châu Âu, Howard D. Crow chuẩn bị để được điều động sang khu vực Mặt trận Thái Bình Dương. Nó thực hành huấn luyện tại vùng biển Caribe, rồi khởi hành từ vịnh Guantánamo, Cuba vào ngày 2 tháng 7 để đi sang quần đảo Hawaii ngang qua kênh đào Panama. Đi đến Trân Châu Cảng vào ngày 25 tháng 7, con tàu vẫn đang thực hành huấn luyện tại khu vực Hawaii khi Nhật Bản chấp nhận đầu hàng vào ngày 15 tháng 8, giúp chấm dứt vĩnh viễn cuộc xung đột. Nó vẫn tiếp tục đi sang Viễn Đông, làm nhiệm vụ quan trắc thời tiết cho đến khi khởi hành từ đảo Midway vào ngày 13 tháng 12 để quay trở về vùng bờ Đông Hoa Kỳ qua ngã kênh đào Panama.
Sau khi về đến New York, Howard D. Crow chuyển đến Green Cove Springs, Florida, vào ngày 15 tháng 3, 1946 để chuẩn bị ngừng hoạt động. Nó được cho xuất biên chế tại đây vào ngày 22 tháng 5, 1946 và được đưa về Hạm đội Dự bị Đại Tây Dương.

### 1951 - 1962
Sau khi Chiến tranh Triều Tiên bùng nổ, Howard D. Crow được cho tái biên chế trở lại vào ngày 6 tháng 7, 1951 dưới quyền chỉ huy của Hạm trưởng, Thiếu tá Hải quân Lewis E. Davis, Jr. Sau khi hoàn tất việc chạy thử máy hhuấn luyện, con tàu đi đến phục vụ cùng Trường Sonar Hạm đội tại Key West, Florida trong vai trò một tàu huấn luyện, đồng thời góp phần phát triển thiết bị và chiến thuật chống tàu ngầm. Nó chuyển đến Newport, Rhode Island vào năm 1952, trong sáu năm tiếp theo nó tham gia các đợt huấn luyện và tập trận chống ngầm của hạm đội tại Đại Tây Dương và vùng biển Caribe, xen kẻ với những lần được đại tu. Vào năm 1957 nó tham gia cuộc tập trận của Khối NATO cùng với gần 50 tàu chiến của hơn 10 nước tham gia. Sang năm 1958 nó đảm nhiệm vai trò liên lạc trong hoạt động thu hồi chóp mũi ngoài khơi Puerto Rico khi phóng thử nghiệm tên lửa đạn đạo tầm trung PGM-19 Jupiter.
Sau khi được điều đến Galveston, Texas vào tháng 9, 1958 để phục vụ như một tàu huấn luyện dự bị, Howard D. Crow tiến hành những chuyến đi huấn luyện kéo dài hai tuần dành cho nhân sự thuộc Hải quân Dự bị Hoa Kỳ, đồng thời vẫn duy trì khả năng sẵn sàng tác chiến. Những chuyến đi huấn luyện được tiến hành tại Key West và vùng biển Caribe. Tuy nhiên đến tháng 8, 1961, căng thẳng gia tăng do việc xây dựng bức tường Berlin khiến cho con tàu được huy động trở lại vào thành phần hoạt động thường trực. Nó hoạt động huấn luyện tại khu vực vịnh Guantánamo, Cuba và hoạt động cùng hạm đội tại Đại Tây Dương và vùng biển Caribe cho đến tháng 8, 1962.
Howard D. Crow quay trở lại vai trò huấn luyện dự bị từ ngày 1 tháng 8, 1962, tiếp tục đặt căn cứ tại Galveston, và thực hiện những chuyến đi huấn luyện dự bị từ năm 1963 đến năm 1967. Cuối cùng con tàu được cho rút tên khỏi danh sách Đăng bạ Hải quân vào ngày 23 tháng 9, 1968,rồi bị bán để tháo dỡ vào ngày 18 tháng 9, 1970.

## Phần thưởng
Nguồn: Navsource Naval History
|  |  |  |
|  |  |  |

| Huân chương Chiến dịch Hoa Kỳ                      | Huân chương Chiến dịch Hoa Kỳ        | Huân chương Chiến dịch Châu Á-Thái Bình Dương | Huân chương Chiến dịch Châu Á-Thái Bình Dương |
| Huân chương Chiến dịch Châu Âu-Châu Phi-Trung Đông | Huân chương Chiến thắng Thế Chiến II | Huân chương Chiến thắng Thế Chiến II          | Huân chương Phục vụ Phòng vệ Quốc gia         |